# Парус (небоскрёб, Хайфа)
Парус (ивр. מפרש‎) — высотное сооружение в городе Хайфа (Израиль). Был построен в начале XXI века. Является достопримечательностью нижнего города (района) в Хайфе. Входит в комплекс правительственных зданий, самое многоэтажное из них.
Башня состоит из ядра и системы опор по внешнему периметру.
Здание построено на площади, на которую выходят другие офисные здания. На подземных этажах расположены архивы, парковка и энергоблок. Площадь малых этажей расположенных в верхней и нижней части башни – 850 м²; площадь самого просторного этажа достигает в средней части 1250 м², высота этажа – 3,7 м. Общая высота небоскрёба – 136,4 м.
Толщина перекрытий составляет 20–23 см. Длина пролетов варьируется от 6 до 9 м. Все коммуникации проложены в центральном ядре здания, которое проходит через все этажи.
В настоящее время (28.08.2025) здание не используется после прилёта иранской ракеты в соседнее здание.

## Галерея

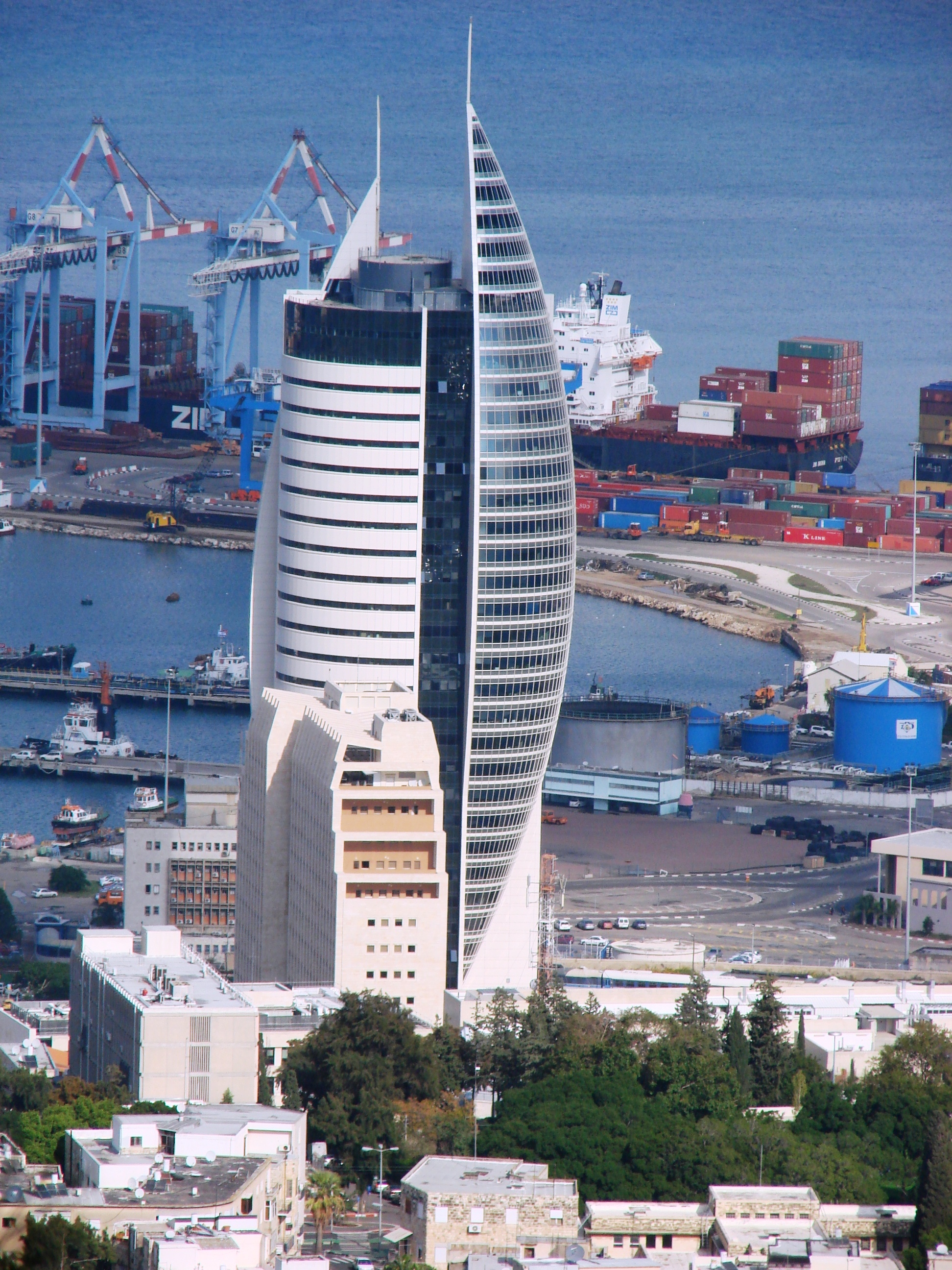
Вид с верхней части города
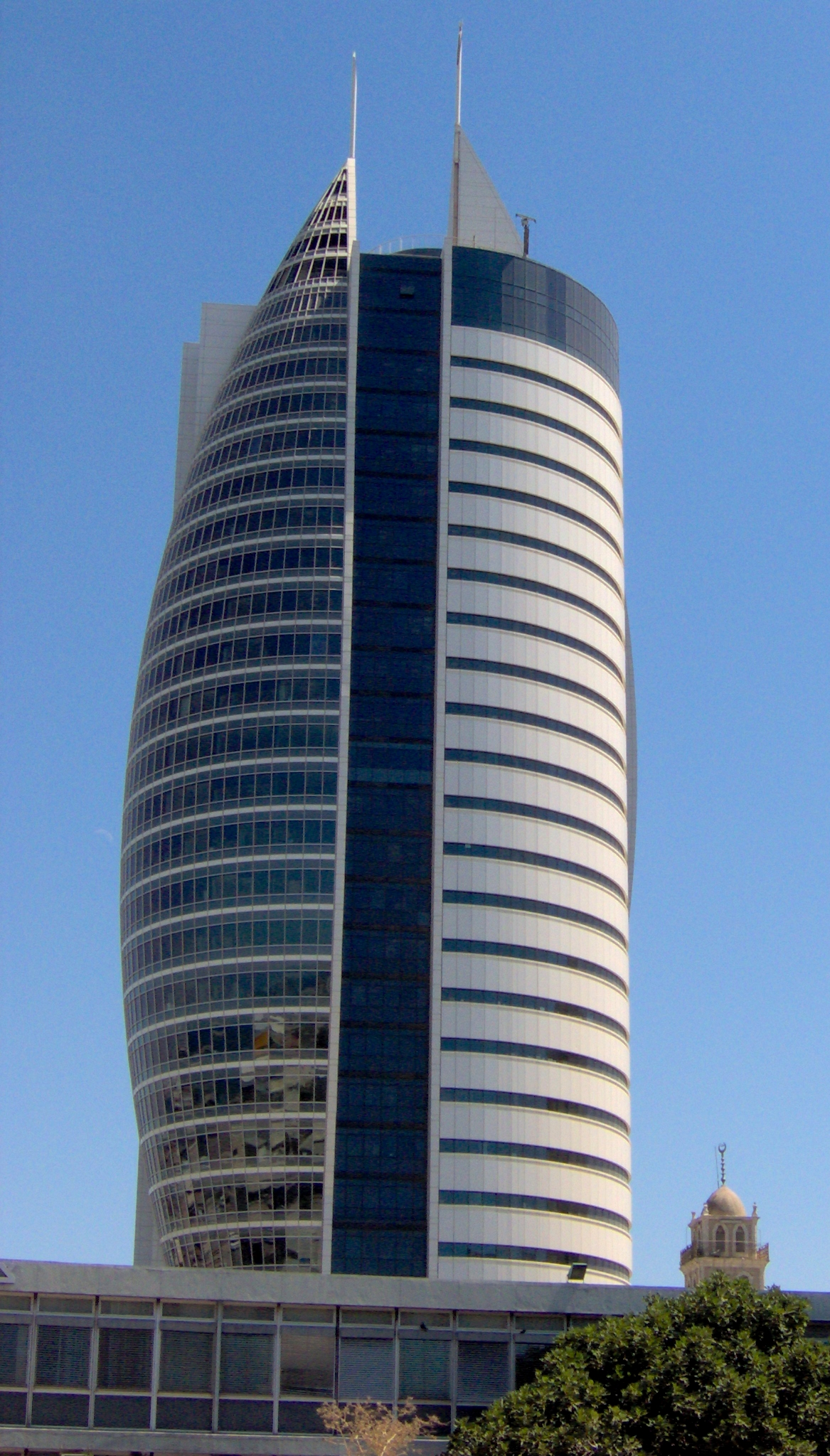
Парус
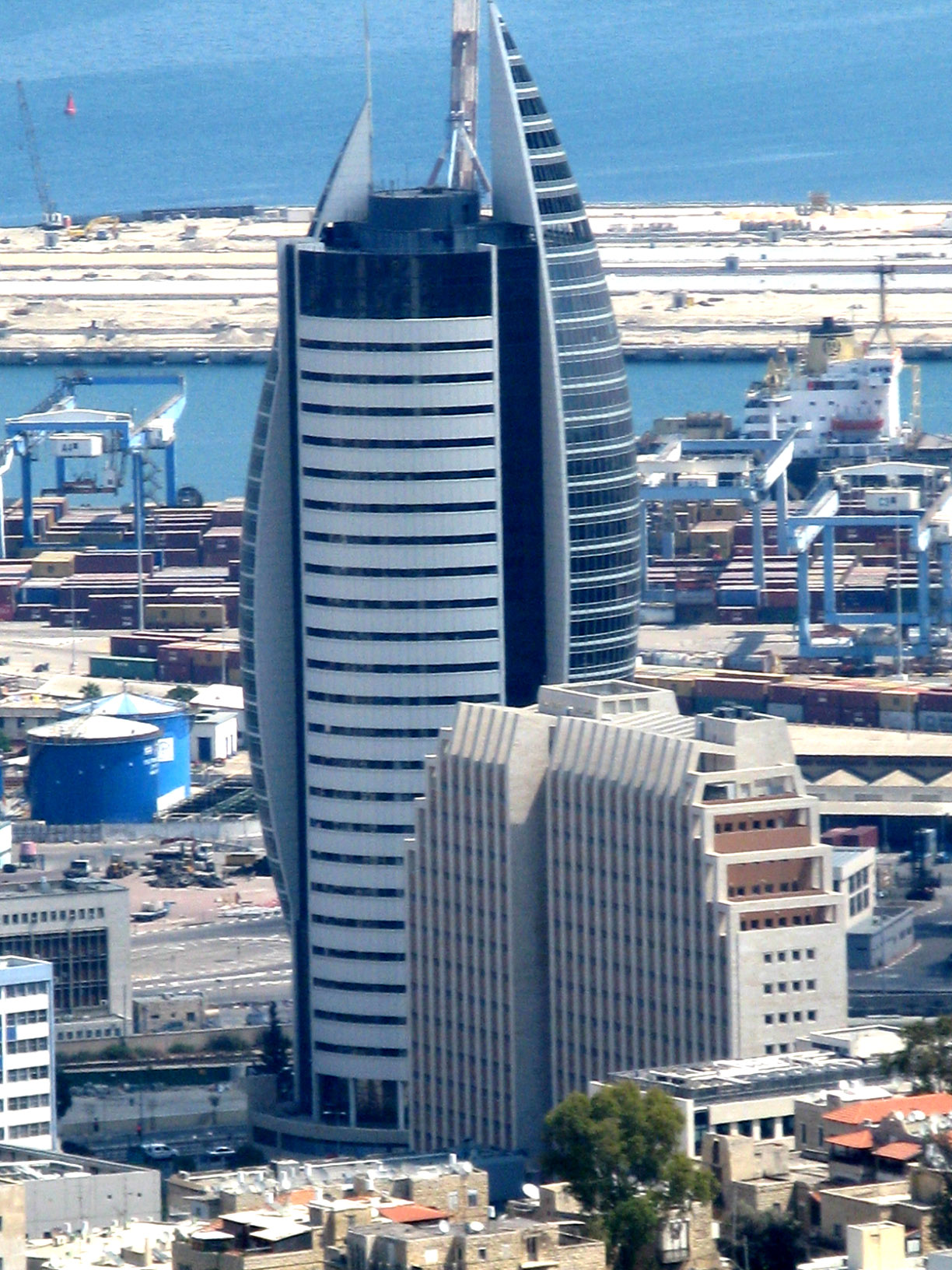
Вид с горы Кармель
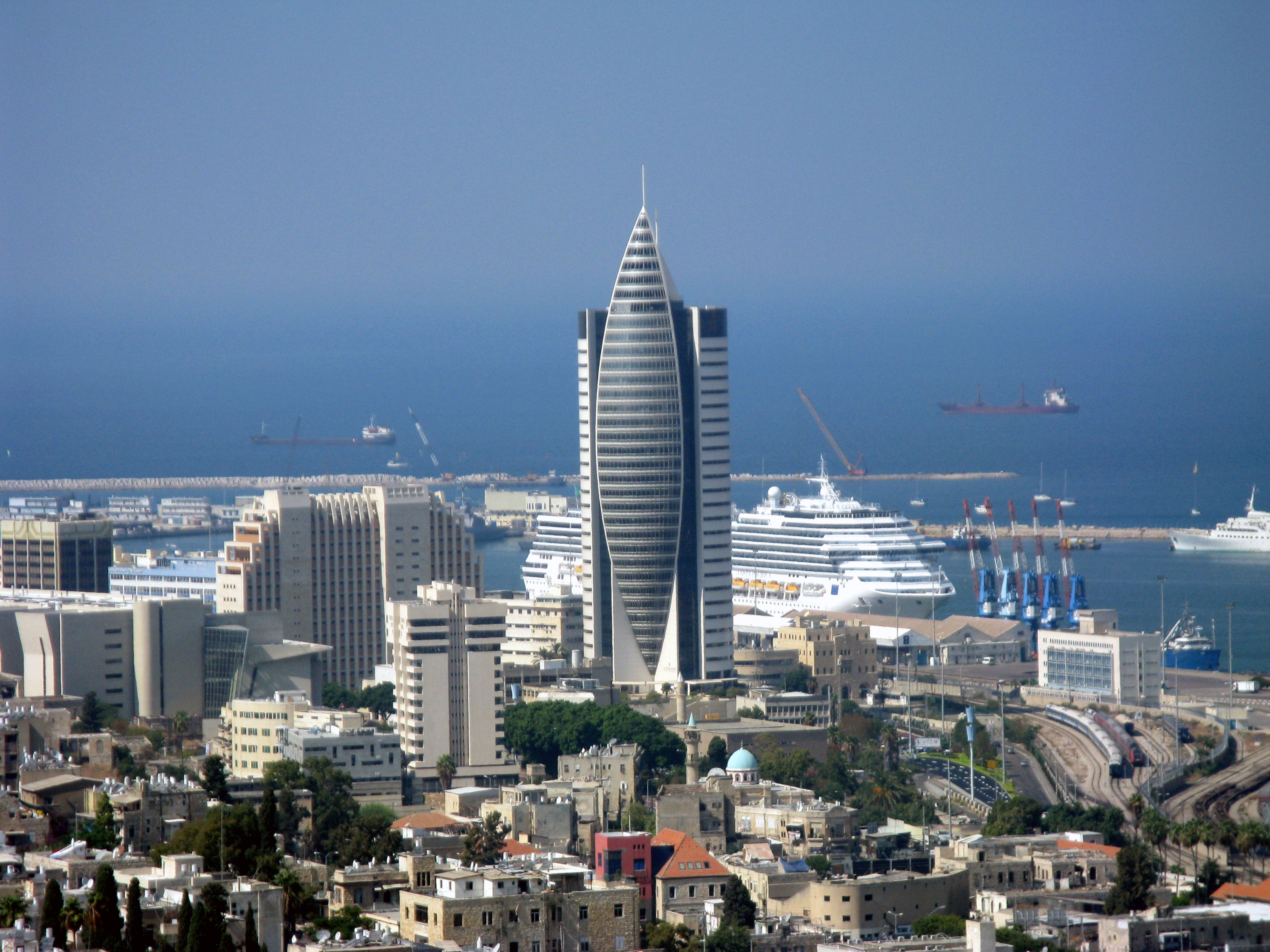
Вид с Дерех Яд-ле-Баним
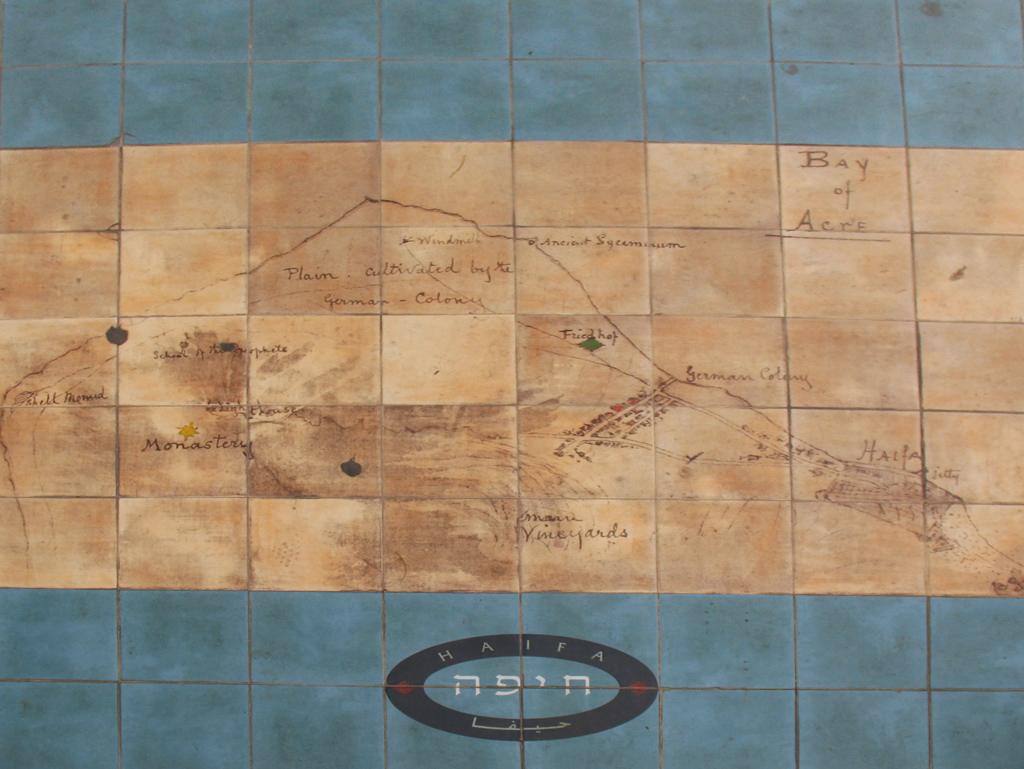
Мозаика карты Хайфы, датированной 1773 годом